# 白帶擬花鮨
白帶擬花鮨，又稱白帶擬花鱸，為輻鰭魚綱鱸形目鱸亞目鮨科的其中一種，分布於西北太平洋日本伊豆半島海域，棲息深度可達40公尺，體長可達10公分，生活在岩礁區，為底棲性魚類，屬肉食性，生活習性不明。

## 擴展閱讀
維基物種上的相關：白帶擬花鮨